# Erwin Blumenfeld
Erwin Blumenfeld (ur. 26 stycznia 1897 w Berlinie, zm. 4 lipca 1969 w Rzymie) – amerykański fotografik niemieckiego pochodzenia.
Od 1936 mieszkał w Paryżu, gdzie zajmował się portretem, reklamą i modą. W czasie II wojny światowej został internowany, a po wojnie wyemigrował do Nowego Jorku. Wykonywał kolorowe zdjęcia dla "Vogue" i "Harper's Bazaar". Tworzył eksperymentalne, surrealistyczne portrety, korzystając ze zdobyczy awangardy lat 20., stosując kolaż, pseudosolaryzację (efekt Sabattiera). Głównymi tematami jego zdjęć były kobieta i akt.